# II. Qalparunta
II. Qalparunta (vagy Qalparunda) Unqi (más néven Yaḫan vagy Ḫattina) királya az i. e. 9. században. A név csak III. Sulmánu-asarídu évkönyveiből ismert. A névalak lehetővé teszi a feltevést, hogy a szintén csak közvetett módon (egy szoborlelet feliratából) ismert, hettita nyelven Ḫalpapa-run-ti-ya-š(a) néven nevezett gurgumi királlyal azonos.
Az irodalom hallgatólagosan ténynek veszi II. Qalparunta és II. Halparuntijasz azonosságát. Ez azonban még nem tény, csak munkahipotézis, mivel Gurgum és Ḫattina perszonáluniójáról nincs más adat, és a két területen mai ismereteink alapján más és más nevű uralkodók követték őket.

## Külső hivatkozások
| Előző uralkodó: Szurri | Hattina királya i. e. 9. század második fele | Következő uralkodó: III. Qalparunta |